# Флуоресцеинова ангиография
Флуоресцеиновата ангиография (ФА) е диагностичен метод в офталмологията, използван за изследване на кръвната циркулация на ретината. Използва се метода на проследяване на инжектирано в лакътната вена багрилно вещество натриев флуоресцеин.

## Общи данни за изследването
След като багрилото е инжектирано в системното кръвообращение, то достига ретиналната съдова мрежа. Ретината се осветява със специален уред, наречен фундус камера, който излъчва безвредна синя светлина с дължина на вълната 490 nm. Тази светлина предизвиква флуоресценция на багрилното вещество и така се получава ангиограма или серия от снимки, заснети с фундус камерата. Така състоянието на ретиналното кръвообращение се документира и по тези резултати се съди за очни заболявания и други патологични находки.
Изследването е познато като „цветна снимка“, защото се извършва с помощта на това багрилно вещество. Натриевият флуоресцеин се натрупва в кожата на пациента, поради което тя получава жълто-зелена оцветка, но багрилото се излъчва с урината за 12-24 часа и този ефект бързо изчезва
Много малко са докладваните реакции на алергия спрямо багрилното вещество. Най-честосрещаната нежелана реакция се изразява в бързопреходно гадене без повръщане. Дължи се на разликата в pH на човешкото тяло и багрилното вещество. Рядко се проявява обрив, който ако е твърде изразен се лекува с антихистаминови медикаменти. Въпреки че нежеланите реакции са редки е разумно всеки очен кабинет, в който се извършва ФА да бъде снабден със спешен шкаф с необходимите медикаменти.

### Необходимо оборудване
- Възбуждащ филтър: пропуска само синята светлина от фундус камерата към ретината. В обратна посока намалява количеството нефлуоресцентна светлина, която достига до филма.
- Бариерен филтър: пропуска само жълто-зелена светлина (флуоресцентна) от ретината към филма. Абсорбира отразената синя светлина.
- Камера/Дигитална камера след 1990 г.

### Техника на работа
- Изходното състояние се документира с обзорни снимки на очното дъно и със снимки през филтър за червена светлина. Така се разпознават случаите на автофлуоресценция.
- За 6 sec се инжектира 5 мл натриев флуоресцеин в лакътната вена.
- Около 10 sec след въвеждането на багрилото то достига до ретиналната съдова мрежа. Когато съдовете се изпълват се прави серия от снимки – първите 20 sec по 1 на 1-2 секунди, след това по-рядко. Това се преценява от патологията, която се очаква да бъде видяна. Късни снимки се правят в крайните фази – на 5-а и 10-а минута.

## Интерпретация на резултатите

### Нормална циркулаторна находка
Приблизителни данни за фазите (в секунди):
- 0 sec – Инжектиране на натриевия флуоресцеин.
- 9.5 sec – Изпълване с контрастна материя на задните цилиарни артерии.
- 10 sec – Изпълване на хориоидалните съдове („преартериална фаза“)
- 10-12 sec – Артериална фаза
- 13 sec – Капилярно транзиторно време.
- 14-15 sec – Ранна венозна фаза („ламеларно време“, „артерио-венозно време“).
- 16-17 sec – Венозна фаза.
- 18-20 sec – Късно венозно време.
- 5 min – Късно светене („staining“).

### Патологични находки
За тях се съди по двата основни ефекта на ФА – увеличено (хиперфлуоресценция) и намалено (хипофлуоресценция) светене по време на изследването, а също така и по динамиката им във времето на ангиографията.

#### Прични за хиперфлуоресценция
- Изтичане на флуоресцеин (leakage).
- Акумулиране на флуоресцеин (pooling).
- „Зацапване“ или импрегнация на флуоресцеин(staining).
- Прозоречен дефект.
- Съдови аномалии.

#### Прични за хипофлуоресценция
- Оптични бариери (влошена прозрачност на очните среди).
- Дефект на изпълване (блокада на изпълване).

По дидактични съображения се предлага класифицирането на горепосочените симптоми в ангиофлуорографски синдроми.

##### Едемен синдром
В тази рубрика се обединяват изменения, настъпили в резултат от увреда на съдовата стена при съдови заболявания. Едемният синдром от клинична и ангиографска гледна точка обединява патоморфологични симптоми като трансудация и екстравазация, ексудация (сухи ексудати), кистоиден макулен едем. Те се наблюдават при съдови заболявания и микроангиопатии като Диабетна ретинопатия, тромбози, оптикопатии, ексудативни ретинити и хориоретинити.

## Приложение
ФА е златен стандарт за разпознаване и доказване на съдовата патология на ретината. Тя е необходимо допълнително изследване, разширявашо сферата на диференциалната диагноза и едновременно с това значително подпомагащо прецизната диагностика.
ФА се прави при пациенти със захарен диабет за да се прецени необходимо ли е лазерлечение, при лица, съмнителни за прекаран съдов инцидент (тромбоза) на ретината, при оклузия на ретиналната артерия, при възрастова макулена дегенерция, при хориоретинити, травми и други очни заболявания.